# Souha Miloudi
Souha Miloudi est une boxeuse algérienne née le 28 avril 2001.

## Biographie
Souha Miloudi est médaillée de bronze dans la catégorie des moins de 52 kg aux Championnats d'Afrique de boxe amateur 2022 à Maputo.
Elle est médaillée de bronze dans cette même catégorie aux Jeux panarabes de 2023 à Alger.